# آرا میناسیان (پزشک)
آرا میکائیلی میناسیان (ارمنی: Արա Միքայելի Մինասյան؛ زادهٔ ۱۹۵۵) یک پزشک و سیاستمدار اهل ارمنستان است که از تاریخ ۱۵ مه ۲۰۰۹ تا کنون عضو شورای عمومی جمهوری ارمنستان است.

## زندگی‌نامه
در ۱۹۵۵ در ایروان به دنیا آمد و از دانشگاه پزشکی دولتی ایروان فارغ‌التحصیل شد. 

## یادداشت
1. ↑  Հայաստանի Հանրապետության հանրային խորհրդի անդամներ
2. ↑  բժշկական գիտությունների դոկտոր